# فرودگاه بین‌المللی سیراکیوز هنکاک
فرودگاه بین‌المللی سیراکیوز هنکاک (به انگلیسی: Syracuse Hancock International Airport) یک فرودگاه همگانی عملیاتی (۲۰۰۷) با کد یاتا SYR است که یک باند فرود آسفالت دارد و طول باند آن ۲۷۴۴ متر است. این فرودگاه در کشور ایالات متحده آمریکا قرار دارد و در ارتفاع ۱۲۸ متری از سطح دریا واقع شده است.

## شرکت‌های هواپیمایی و مقصدهای پروازی
| شرکت‌های هواپیمایی    | مقصدهای پروازی                  |
| -------------------- | ------------------------------- |
| ایست هوریزن ایرلاینز | میدان هوایی بین‌المللی حامد کرزی |